# Wedlitz
Wedlitz is een plaats en voormalige gemeente in de Duitse deelstaat Saksen-Anhalt, en maakt deel uit van de Landkreis Salzlandkreis.
Wedlitz telt 425 inwoners.

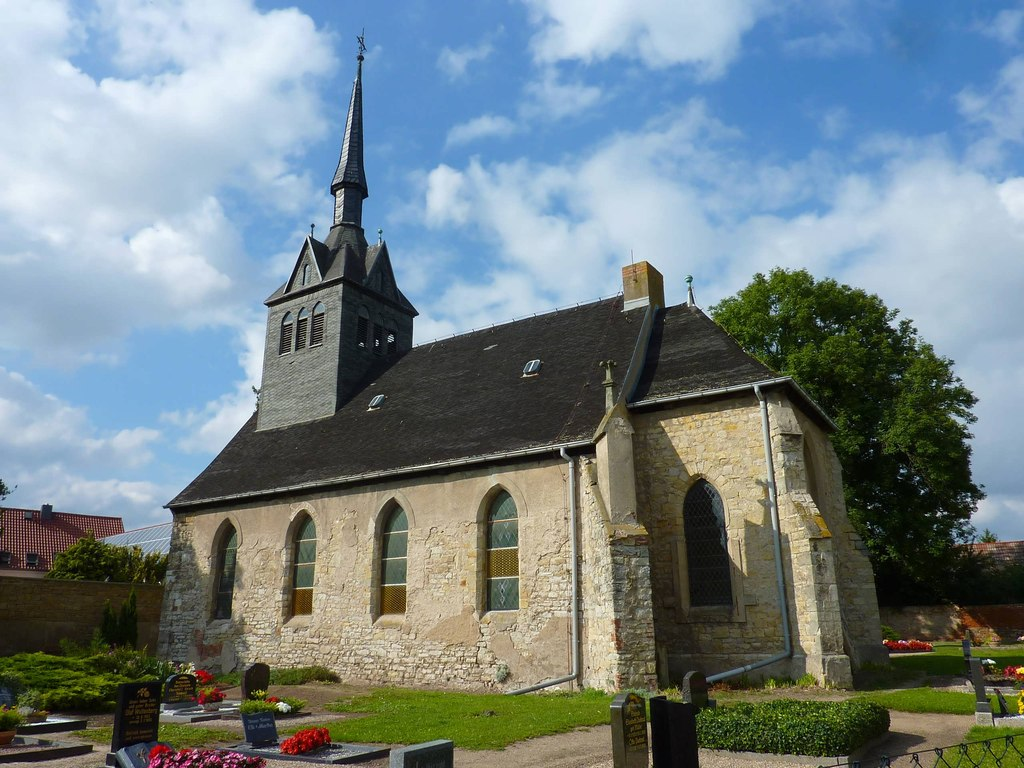
Kerk van Wedlitz
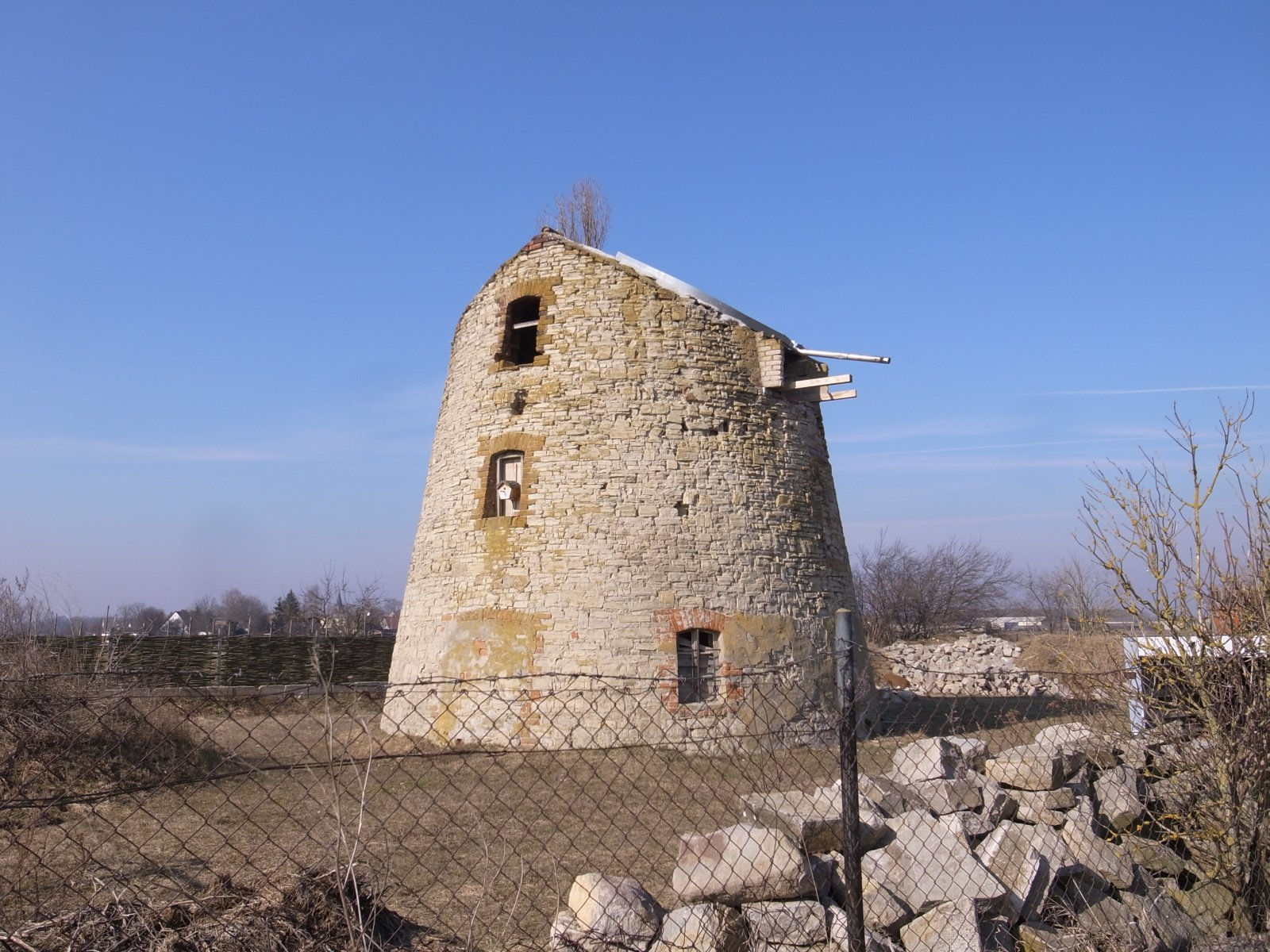
Ruïne van de windmolen bij Wedlitz